# Suicidal Tendencies (album)
Suicidal Tendencies is een muziekalbum van Suicidal Tendencies, dat werd uitgebracht in 1983.
Het nummer Institutionalized werd uitgebracht als single om het album te promoten.
Het album werd geproduceerd door de fotograaf Glen E Friedman, die ook de hoes ontwierp..

## Bezetting
- Mike Muir, zang
- Grant Estes, gitaar
- Louiche Mayorga, bas, zang
- Amery Smith, slagwerk

## Tracklist
Bron:

### A-kant
1. Suicide's an Alternative / You'll Be Sorry
2. Two Sided Politics
3. I Shot Reagan
4. Subliminal
5. Won't Fall in Love Today
6. Institutionalized

### B-kant
1. Memories of Tomorrow
2. Possessed
3. I Saw Your Mommy...
4. Fascist Pig
5. I Want More
6. Suicidal Failure